# Ilian Simeonow
Ilian Simeonow (* 13. Februar 1980 in Dresden) ist ein deutscher Stuntman und Schauspieler.

## Leben
Ab 1996 besuchte Simeonow die Staatliche Ballettschule und Schule für Artistik (Berlin), Fachbereich Artistik, in der er sich auf das Genre Trampolin-Kaskadeur spezialisierte. 2001 machte er seinen Abschluss an der Schule und wurde staatlich geprüfter Diplom-Artist. Danach folgten viele Auftritte als Artist, im Zirkus, Varieté und Theater.
Ab 2003 nahm er seine Arbeit als Artist und Zauberer wieder auf und arbeitete u. a. in Norwegen, Belgien, Dänemark, Holland und Deutschland. 2004 trat er dem Stuntteam „Artist of Stunt“ bei. 2006 trennte er sich vom Stuntteam und arbeitete als Artist, Moderator und Schauspieler auf der Bühne und gründete das Stuntteam "Action Artist". Im Jahr 2009 löste er das Stuntteam „Action Artist“ wieder auf, arbeitet seitdem jedoch weiter mit seinen Kollegen aus dem Team zusammen. Im selben Jahr führte er mit seinem Bruder und weiteren Artisten bei der Premiere von Global Village in Dubai erstmals ein Todesrad mit vier Käfigen vor.
Als Schauspieler übernahm er erstmals eine Rolle im Jahr 2006, in dem "Kurzfilm" Der Schwarze Luchs, er spielte die Rolle des Le Inspectors. In den Jahren 2006 bis 2008 spielte er die Hauptrolle für Kinder-Theater/Familienshows im Legoland Deutschland. Geschrieben wurde die Stücke vom Kinderbuchautor Rolf Barth und fanden unter der Regie von Sven Pawlitschko statt.
2010 übernahm Ilian Simeonow die Hauptrolle in dem „Mantel und Degen Film“ Der schwarze Uchs Cagliostro im Bann der Bruderschaft. Er spielt da den besten Mann der Geheimpolizei, Inspektors Lilian Marat auf der Suche nach dem Magier und Scharlatan Cagliostro.
Er hat seit 2005 in diversen TV-Magazinen, Film und Fernsehproduktionen, sowie auch in internationalen Kinoproduktionen (Galileo, Gute Zeiten, schlechte Zeiten, Die drei Musketiere) als Stuntman und Schauspieler mitgewirkt. Ebenso stand er 3 Jahre lang als Stuntman und Schauspieler im Piraten-Open-Air auf der Bühne.

## Filmografie
- 2006: Der schwarze Luchs (Kurzfilm/Regie: Andreas Feller)
- 2007: Punchline (Kurzfilm/Regie: Michael Schumacher)
- 2008: Galileo
- 2009: GZSZ Gute Zeiten Schlechte Zeiten
- 2009: Aktuelle Schaubude
- 2010: Mitten im Leben!
- 2010: Der schwarze Uchs (Regie: Andreas Feller)
- 2010: NDR Nordmagazin
- 2010: Brisant - Das ARD Boulevard Magazin
- 2010: Galileo
- 2010: RBB - Lausitz
- 2010: The Three Musketeers / Die drei Musketiere (3D) (Kinofilm/Regie: Paul W. S. Anderson)
- 2011: 17:30 Sat.1 Live
- 2013: La belle & la béte / Beauty and the Beast (Kinofilm/Regie: Christophe Gans) (Stuntdouble: Nicolas Gob)[8]

## Theater
- 2003: Captin Sabel Tan / Open Air Theater Norwegen
- 2005: Olsenbanden / Theater Oslo Nyé Norwegen
- 2009: Im Auftrag der Krone / Piraten Open Air Theater
- 2010: Piraten vor Cartagena / Piraten Open Air Theater
- 2011: Die Hölle vor Maracaibo / Piraten Open Air Theater[9]
- 2014: Das Orakel der Retschanen / 1000 Jahre Brandenburg.[10]
- 2015: Schatten der Vergangenheit / Müritz-Saga
- 2016: Das Vermächtnis / Müritz-Saga.[11]

## Stuntshows
- 2004: Die Daltons / Silver-Lake-City
- 2009: Die Schweden kommen / Wittstock
- 2009: Sky Wheel / Stuntshow Globale Village Dubai
- 2011: Die Schweden kommen / Wittstock[12]

## Zirkus, Varieté und Themenpark
- 2000: Varieté Uranja / Trampolin-Kaskadeur
- 2001: Friedrichstadtpalast - Show: Revué Berlin / Trampolin-Kaskadeur
- 2003: Dyreparken - Show: Diving (High Diving)
- 2003: Varieté Spyer / Schleuderbrett-Akrobatik
- 2003: Varieté Uranja / Schleuderbrett-Akrobatik
- 2003: Circus La Place
- 2004: Circus Rose-Marie Malter
- 2005: Moskauer Staatscircus / Globe of Speed
- 2006: Legoland Deutschland - Show: Cäptin Rotbarts letzte Fahrt / (Rolle: Herr Bukowski HR)
- 2007: Legoland Deutschland - Show: Helden Wie Wir / (Rolle: Herr Schlauch HR)
- 2008: Legoland Deutschland - Show: Unglaublich / (Rolle: Herr Spuck HR)